# Seth Molander
Seth Molander, född 13 maj 1893 i Helgums församling, Västernorrlands län, död 25 oktober 1979 i Bromma (Västerled), var en svensk bankrevisor och socialdemokratisk politiker.
Molander var ledamot av Sveriges riksdags andra kammare från 1941 till 1948.

## Molander-affären
I månadsskiftet augusti/september 1948 inför andrakammarvalet inträffade den så kallade Molander-affären. Den socialdemokratiska Morgon-Tidningen hävdade att Folkpartiet hade tagit emot miljoner kronor av "storfinansen", bland annat Boliden. Som stöd för detta hänvisade tidningen till Seth Molander som hävdade att han vid ett tillfälle fått se ett kontoutdrag från ett bankkonto med över tre miljoner kronor som tillhörde Folkpartiet. Ordföranden för Folkpartiets stockholmsavdelning, John Bergvall, förnekade att Folkpartiet hade ens en bråkdel av denna summa. Debatten blev så hätsk att partiledarna Ohlin och Erlander strax innan valet tillsatte en utredningskommitté för att granska frågan. På fredagskvällen innan valet kunde kommittén meddela att Molanders påstående helt saknade grund. I förlängningen ledde detta till att Molander avsade sig sin plats i riksdagen. Resultatet av kommitténs arbete dränktes dock i nyhetsflödet av en annan stor händelse, mordet på Folke Bernadotte.
Seth Molander är begravd på Helgums kyrkogård.